# Adulter
Adulterul reprezintă actul sexual voluntar dintre o persoană căsătorită și o altă persoană care nu este căsătorită cu prima. În majoritatea cazurilor și în special în țările occidentale, se consideră că numai persoana căsătorită a comis adulter, iar dacă ambele persoane sunt căsătorite (dar nu una cu cealaltă) se consideră că au comis acte separate de adulter. În alte țări, ambii sunt considerați vinovați indiferent de circumstanțe, iar în altele numai femeia poate fi acuzată de adulter. Adulterul se pedepsește cu moartea în Brunei, Arabia Saudită, Somalia și Yemen, țări care aplică cu strictețe legea islamică (Shari'a).
Adulterul mai poartă și denumirea de relație extraconjugală sau confunda cu infidelitate. Termenul „adulter” poartă adesea o semnificație morală sau religioasă, în timp ce „relație extraconjugală” este neutru din acest punct de vedere. 
În unele țări, adulterul este ilegal, iar în majoritatea culturilor este privit ca un act imoral, ducând adesea la stigmatizare socială. Cu toate acestea, trei studii recente în Statele Unite arată că aproximativ 10-15% din femei și 20-25% din bărbați au întreținut relații sexuale extraconjugale cel puțin o dată în viață.

## Situația din România
Situația prezentă
Adulterul a fost dezincriminat în România în 2006. Până la dezincriminare, acțiunea penală pentru această infracțiune se punea în mișcare la plângerea prealabilă a soțului nevinovat și se pedepsea cu închisoare de la o lună la 6 luni sau cu amendă.
Istoric
În Principatul Moldovei, dispozițiile Codului Andronache Donici (prima versiune în 1804, extinsă în 1814) privind sancționarea adulterului se găsesc în Titlul XLI intitulat „Despre pricini de vinovății” și în Titlul (Capitolul) XXX cu titlul „Despre logodnă și cununie”. În cazul logodnicilor, Paragraful 12 al Titlului XLI este scurt și lămuritor: „Preacurvarilor (denumirea curentă în epocă pentru adulter) le hotărăște pravila pedepse după faptele lor, iar tatăl de va găsi pe cineva preacurvind cu fiica sa, pe amândoi să-i omoare, când îi va prinde fățiși în casa sa sau în casa ginerelui.” 
Pentru persoanele căsătorite, pedeapsa adulterului, conform Codului Andronache Donici, consta în divorț, urmat de internarea la mănăstire a femeii vinovate sau de exilul bărbatului și în pierderea unei părți din averea celui vinovat. În urma pronunțării divorțului din vina soției (vină care nu era limitată doar la adulter), soțul dobândea zestrea, iar dacă divorțul se pronunța din vina soțului (vină care nu se mărginea doar la întreținerea unei amante cu care să aibă frecvente raporturi sexuale), soția dobândea darurile dinaintea nunții. Doar în cazul divorțului de comun acord, atunci nici soțul, nici soția nu erau sancționați patrimonial.
Codul Andronache Donici a fost înlocuit în 1817 de Codul Calimach care s-a aplicat în Moldova până la 1 ianuarie 1865 (dată la care a intrat în vigoare Codul civil „Alexandru Ioan Cuza”).
Codul Calimach interzice căsătoria celui (celei) pedepsit(e) pentru preacurvie cu complicea (ele) sa (său), chiar dacă complicele nu a fost pedepsit pentru această infracțiune. Se dispune desfacerea căsătoriei din vina soției dacă „s-au dovedit precurvă”. Se dispune desfacerea căsătoriei din vina soțului dacă acesta ar fi dat-o „pe mâna altor bărbați” sau dacă îndrăgostindu-se de o altă femeie ar refuza să o părăsească la insistențele soției. După divorț, fosta soție adulteră era închisă la mănăstire, iar din momentul închiderii începea să curgă un termen de doi ani în care fostul soț putea să o viziteze și să negocieze cu ea o posibilă împăcare. Dacă împăcarea avea loc, femeia era eliberată din mănăstire și își relua statutul de soție (Codul Calimach permitea soților divorțați să se împace, reluându-se, astfel, vechea căsătorie). Expirarea termenului de doi ani, fără ca această împăcare să intervină sau moartea fostului soț în acest interval duceau la călugărirea forțată a femeii. Deoarece tunderea în monahism echivala cu moartea civilă, Codul prevede cum era împărțită succesiunea femeii călugărite forțat (dacă avea copii, întreaga avere revenea acestora, iar în lipsa copiilor, frații luau o treime, celelalte două treime fiind preluate una de mănăstire și alta de cutia milelor, iar în lipsa fraților, averea se împărțea astfel: jumătate la mănăstire și jumătate la cutia milelor). Codul detaliază și sancțiunile patrimoniale ale adulterului. Astfel, soția pierdea atât darurile primite de la soț cât și zestrea care deveneau fie obiect al dreptului de uzufruct al soțului, fie al dreptului de proprietate al acestuia, după cum cuplul avea sau nu avea copii. Prin sancțiunea patrimonială aplicată bărbatului adulter, acesta pierdea uzufructul zestrei soției, toate darurile făcute acesteia, darurile de nuntă (care deveneau obiect al uzufructului soției sau al dreptului ei de proprietate, după cum cuplul avea sau nu copii), precum și o treime din contravaloarea darurilor de nuntă, dedusă din restul averii soțului (dar numai dacă cuplul nu avea copii). Potrivit paragrafului 132, în situația existenței copiilor, întreaga avere a soțului adulter intra în proprietatea copiilor, soția bucurându-se doar de uzufructul darurilor de nuntă, primite de la soț.
În Codul Penal din 1864, în vigoare de la 30 aprilie 1865, elaborat în timpul domnitorului Alexandru Ioan Cuza, exista un articol referitor la adulter care prevedea o circumstanță atenuantă la pedeapsa generală a omorului, în cazul în care fapta era comisă de soțul sau de soția înșelată, dacă aceasta avea loc în căminul conjugal: Art. 253 În caz însă de adulter, omorul comis de către soț asupra soției sale sau asupra complicelui, sau de către soție asupra soțului său sau asupra complicei, în momentul surprinderei în flagrant delict în casa conjugală, este scuzabil. Acest articol nu prevedea însă o dezincriminare a omorului, ci o circumstanță atenuantă, deoarece noțiunea legală de crima scuzabilă era explicată în acel cod penal: Art. 254. Când fapta scuzei va fi dovedită, la caz de veri-o crimă care trage după sine pedeapsa muncei silnice pe toată viața sau pe timp mărginit sau recluziunea, pedeapsa se va reduce la închisoare dela șase luni până la doui ani. Iar la caz de ori-ce alte crime, pedeapsa va fi închisoarea dela trei luni până la un an. La caz de un delict, pedeapsa se va reduce la închisoarea dela 15 zile până la șase luni. Iar la caz de ori-ce alte crime, pedeapsa va fi închisoarea dela trei luni până la un an. La caz de un delict, pedeapsa se va reduce la închisoarea dela 15 zile până la șase luni.